# 刈谷わんさか祭り
刈谷わんさか祭り（かりやわんさかまつり）は、愛知県刈谷市築地町にある刈谷市総合運動公園で行なわる夏祭り。主催は刈谷市観光協会と刈谷市。メインイベントとして刈谷わんさか祭り花火大会やかりや盆フェス（刈谷市民盆踊り大会）がある。例年15万人程度の人手がある。

## 歴史

### 前史
1950年（昭和25年）には刈谷市レクリエーション協会が発足し、刈谷市民盆踊り大会が初開催された。刈谷市民盆踊り大会は継続的に開催され、婦人会の活動などにも支えられて発展した。
1964年（昭和39年）には亀城公園の刈谷球場に夜間照明塔が完成し、記念行事として花火の打ち上げを主とする刈谷市民納涼の夕べが初開催された。昭和50年代になると刈谷球場と日高公園を隔年で会場とするようになり、1983年（昭和58年）から1986年（昭和61年）には予算不足で開催されなかったが、1987年（昭和62年）には再び開催されるようになった。

### 初開催
1990年（平成2年）、JR・名鉄刈谷駅南口の刈谷駅南運動広場を会場として刈谷わんさか祭りが初開催された。この際には刈谷市民盆踊り大会も刈谷わんさか祭りの一部として組み込まれた。刈谷青年会議所30周年記念事業であり、刈谷市制40周年を盛り上げるイベントでもあった。名称は公募によって選ばれ、「わんさか人が集まる」という期待を込めている。

### 継続的なイベント化

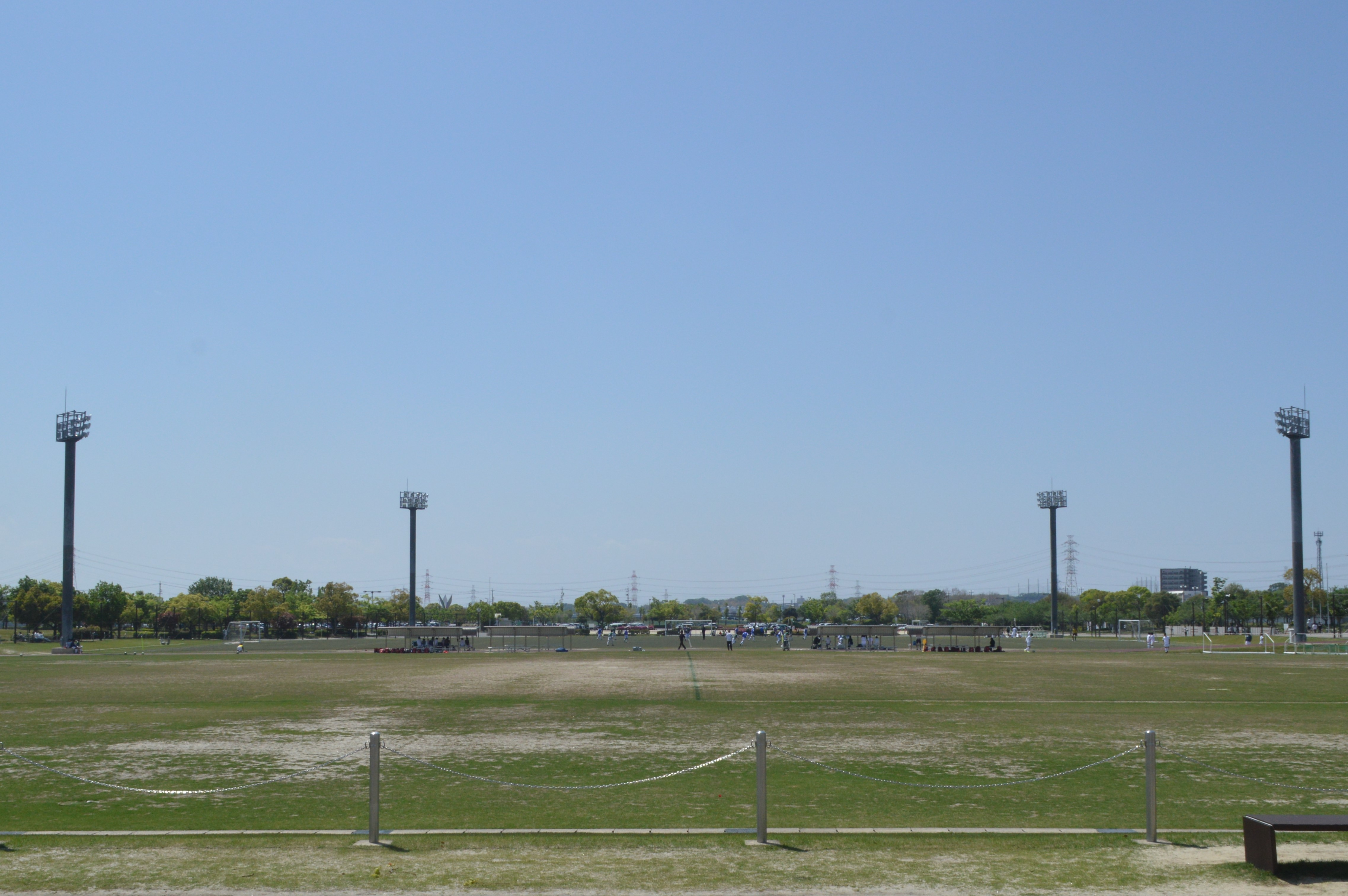
刈谷市民盆踊り大会が行われる刈谷市総合運動公園のグリーングラウンド刈谷

当初は1回限りのイベントの予定だったが、刈谷市商工会議所や刈谷市青年会議所などの協議によって継続的なイベントとすることが決定し、1991年（平成3年）と1992年（平成4年）には亀城公園周辺を会場として開催された。1993年（平成5年）には再び刈谷駅南運動広場を会場として開催された。刈谷市民納涼の夕べをルーツとする花火大会も刈谷わんさか祭りの一部となった。
1994年（平成6年）10月1日には刈谷市総合運動公園が開場し、刈谷わんさか祭りの会場が刈谷市総合運動公園に移された。当初はお盆明け頃の土曜・日曜の2日間にわたって行われていたが、2007年（平成19年）には刈谷総踊りが独立したイベントとなり、刈谷わんさか祭りは土曜のみの開催となった。2018年（平成30年）の来場者数は花火大会も含めて157,500人だった。
2020年（令和2年）と2021年（令和3年）は、新型コロナウイルスの世界的流行の影響で開催自体が中止された。2022年（令和4年）は3年ぶりに刈谷わんさか祭りが開催され、かりや盆フェスの終了後に10分程度の小規模な花火の打ち上げが行われた。2023年（令和5年）には4年ぶりに本格的な花火大会が復活した。刈谷市民盆踊り大会はかりや盆フェスという名称で行われている。

## イベント
当日は様々なイベントが行われる。メインイベントとして、トヨタグループなど地元企業協賛のもと、7000発程度の花火が打ち上げられる。

### お笑いライブ
- 2013年 - フォーリンラブ
- 2014年 - やしろ優
- 2015年 - 神奈月
- 2016年 - U字工事
- 2017年 - ホリ
- 2018年 - どぶろっく
- 2019年 - 流れ星

### キャラクターショー
- 2011年 - アンパンマン、はなかっぱ
- 2012年 - きかんしゃトーマス、ミッフィー
- 2013年 - ドラえもん
- 2014年 - 忍たま乱太郎
- 2015年 - 手裏剣戦隊ニンニンジャー
- 2016年 - クレヨンしんちゃん
- 2017年 - きかんしゃトーマス
- 2018年 - ポケットモンスター
- 2019年 - 仮面ライダージオウ

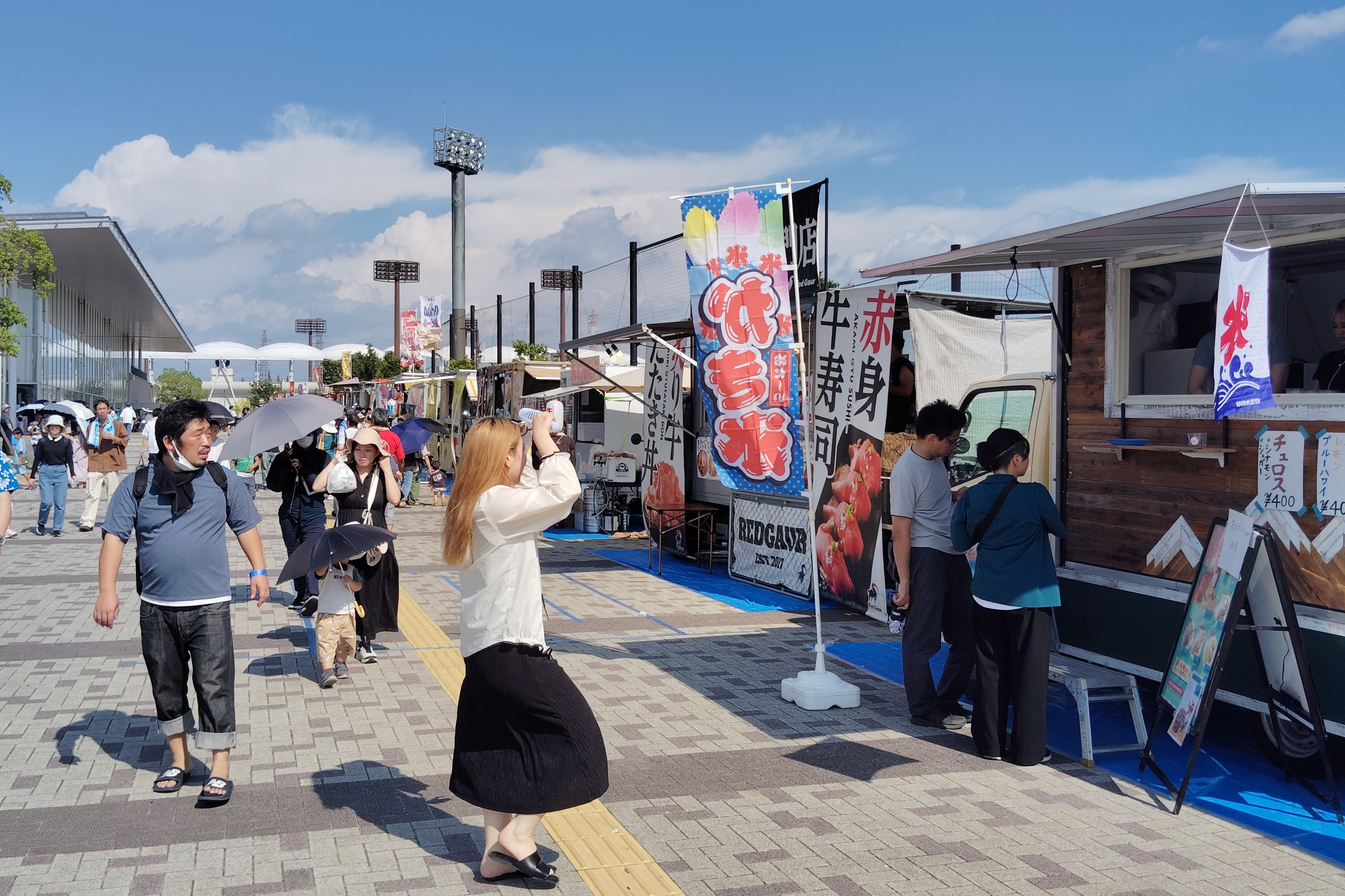
キッチンカー
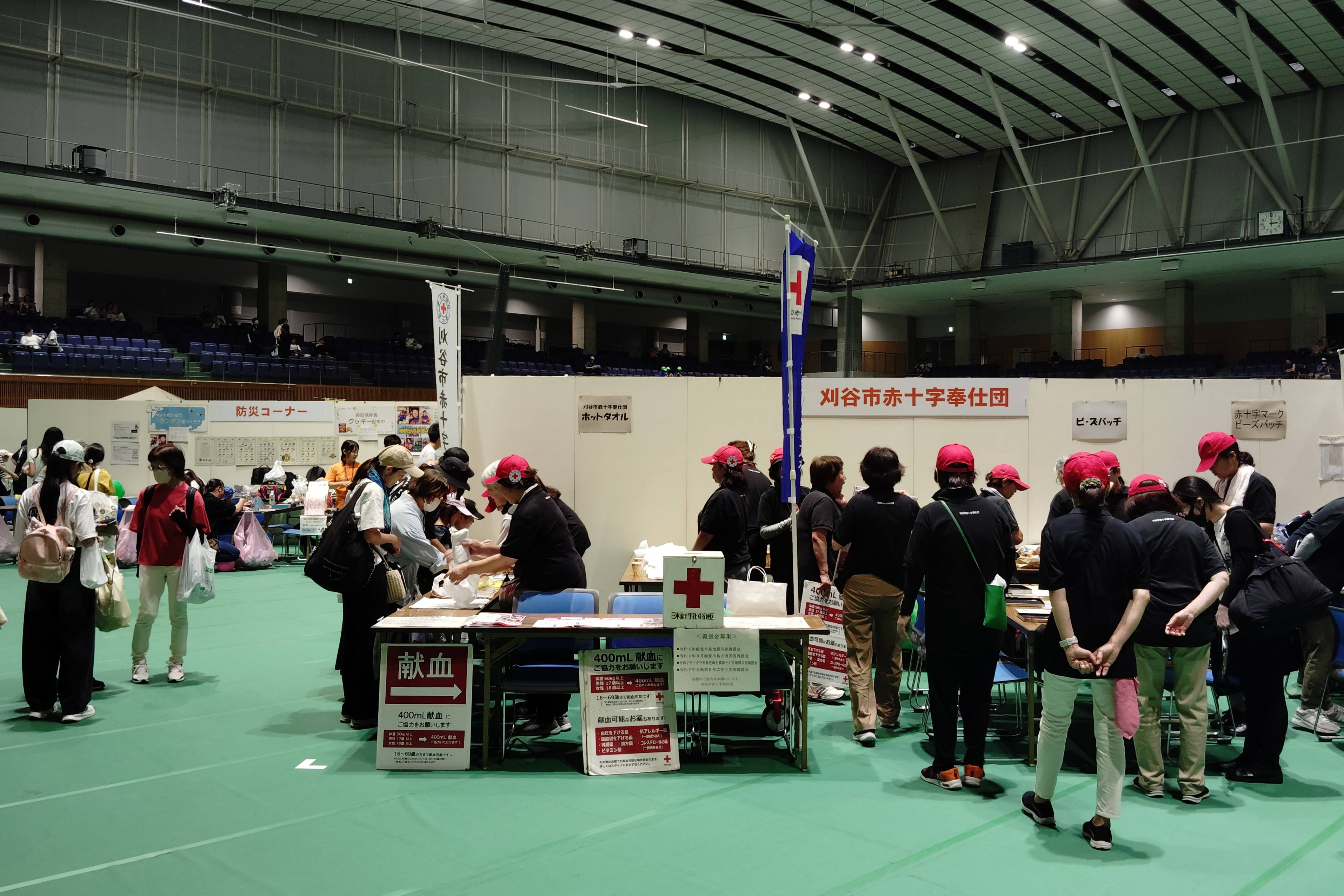
メインアリーナを用いた企画
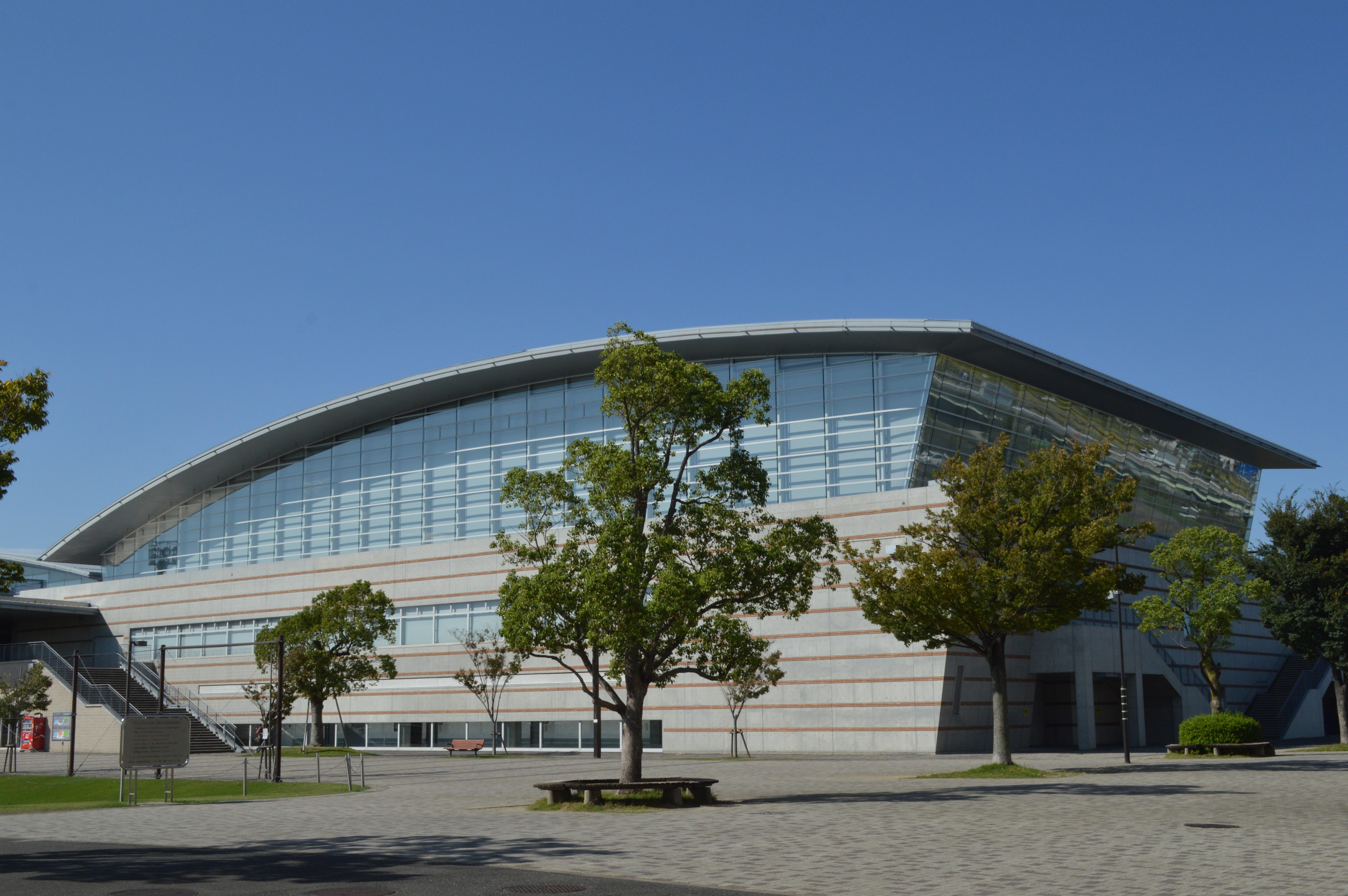
ウィングアリーナ刈谷

## 交通手段

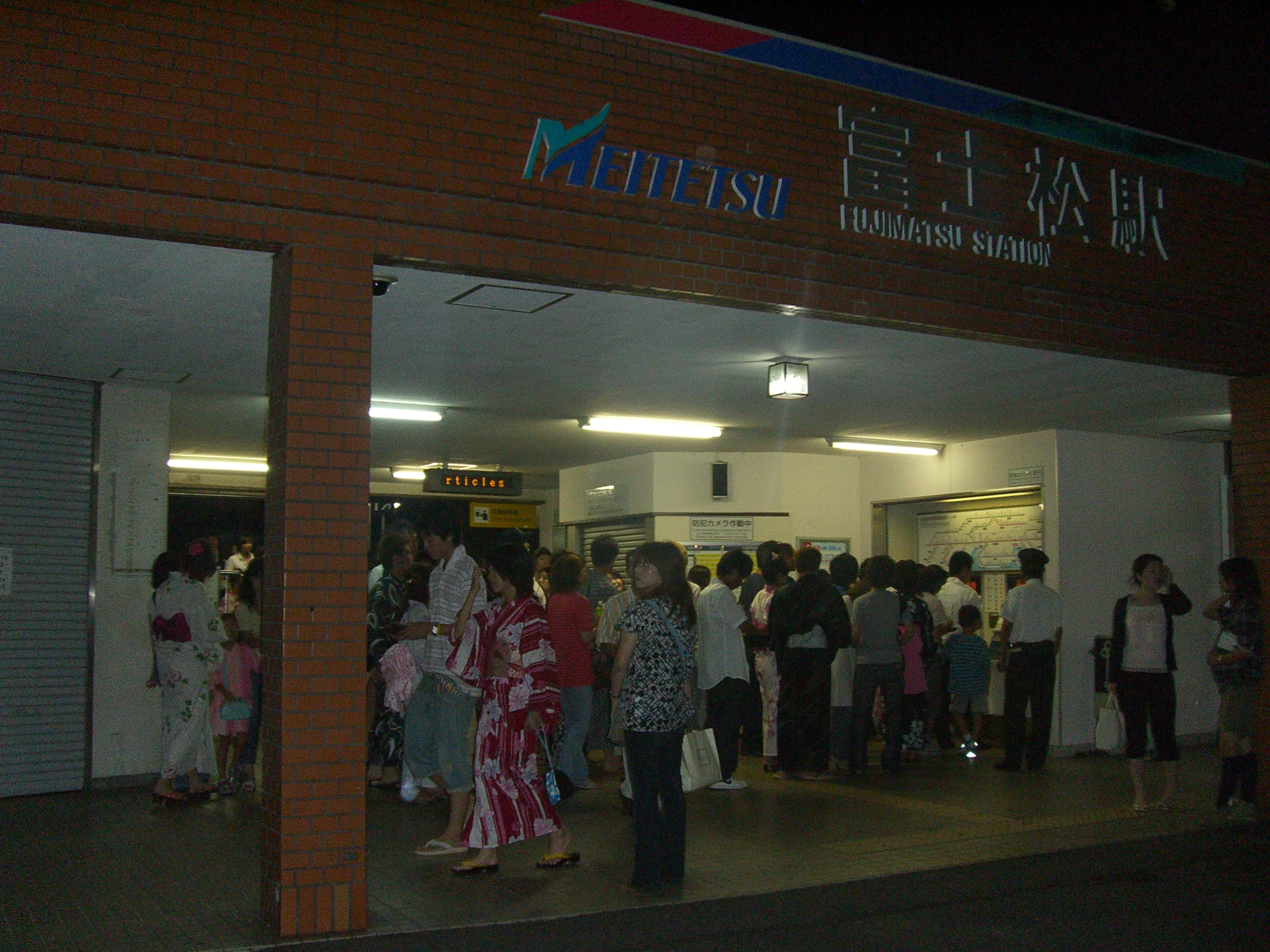
刈谷わんさか祭りの来場者で混雑する富士松駅（2007年）

会場に駐車場は設けられておらず、主催者は参加者に対して公共交通機関の利用を求めている。JR・名鉄刈谷駅や刈谷市役所などから無料のシャトルバスが運行される。
会場への最寄駅である名鉄名古屋本線富士松駅には、通常は止まらない急行列車の臨時停車が行われる。2014年（平成26年）からは豊明駅～新安城駅間などで普通列車の増発が行われている。